# Isoglossa pawekiae
Isoglossa pawekiae är en akantusväxtart som beskrevs av R.K. Brummitt och A.M.B. Feika. Isoglossa pawekiae ingår i släktet Isoglossa och familjen akantusväxter. Inga underarter finns listade i Catalogue of Life.